# یانکو آنگلوف
یانکو آنگلوف (بلغاری: Янко Ангелов؛ زادهٔ ۲۹ ژوئن ۱۹۹۳) بازیکن فوتبال اهل بلغارستان است.
وی همچنین در تیم ملی فوتبال زیر ۲۱ سال بلغارستان بازی کرده است.